# Стоилов, Стоянче
Стоянче Стоилов (макед. Стојанче Стоилов; род. 30 апреля 1987, Скопье) — македонский гандболист, линейный команды «Вардар» и сборной Македонии.

## Карьера

### Клубная
С 2006 по 2011 годы защищал цвета скопьевского «Металурга». В «Вардаре» с 2011 года.

### В сборной
В составе македонской сборной провёл 22 игры и забил 46 голов[уточнить]. Участник чемпионата Европы 2012 и чемпионата мира 2013.

## Награды
- Медаль «За заслуги перед Македонией» (5 июня 2017 года)[1].